# Вінцент Лукач
Вінцент Лукач (словац. Vincent Lukáč; нар. 14 лютого 1954, Кошиці, Чехословаччина) — чехословацький хокеїст, лівий нападник.
Чемпіон світу 1977, 1985. Член зали слави словацького хокею (з 2004 року) та зали слави чеського хокею (2010). Займає восьме місце у «Клубові хокейних снайперів» (463 закинуті шайби).

## Клубна кар'єра
У чемпіонаті Чехословаччини грав за ВСЖ із м. Кошиці (1971–1981,1982-1985) та їглавську «Дуклу» (1981–1982). У складі армійського клубу виграв національний чемпіонат (1982). В 1983 році був визнаний найкращим хокеїстом року у Чехословаччині. Найкращий бомбардир та снайпер ліги сезонів 1979-80 (67 очок, 43 голи), 1982-83 (68 очок, 49 голів). Всього в чемпіонаті Чехословаччини провів 513 матчів (393 голи).
Два сезони виступав за німецький «Розенгайм» та один — у австрійському «Вінері». Завершував ігрову кар'єру у британських командах «Стрітгем Редскінс» та «Файф Флайєрс».

## Виступи у збірній
У складі національної збірної був учасником трьох Олімпіад (1980, 1984). На іграх у Сараєво здобув срібну нагороду.
Брав участь у чотирьох чемпіонатах світу та Європи (1977, 1982, 1983, 1985). Чемпіон світу 1977, 1985 другий призер 1982, 1983. На чемпіонатах Європи — одна золота (1977), дві срібні (1983, 1985) та одна бронзова нагорода (1982). Учасник Кубка Канади 1984 року (5 матчів, 2 голи). На чемпіонатах світу та Олімпійських іграх провів 48 матчів (19 закинутих шайб), а всього у складі збірної Чехословаччини — 146 матчів (70 голів).

## Тренерська діяльність
На посаді головного тренера працював у «Кошиці» (1996–1997) та «Жиліні» (2002-03).

## Політична кар'єра
З 2010 року депутат Національної ради Словацької республіки.

## Нагороди та досягнення

### Командні
| Нагороди                 | Команда          | Кіл. | Роки       |
| ------------------------ | ---------------- | ---- | ---------- |
| Олімпійські ігри         |                  |      |            |
| Срібло                   | Чехословаччина   | 1    | 1984       |
| Чемпіонат світу          |                  |      |            |
| Золото                   | Чехословаччина   | 2    | 1977, 1985 |
| Срібло                   | Чехословаччина   | 2    | 1982, 1983 |
| Чемпіонат Європи         |                  |      |            |
| Золото                   | Чехословаччина   | 1    | 1977       |
| Срібло                   | Чехословаччина   | 4    | 1983, 1985 |
| Бронза                   | Чехословаччина   | 1    | 1982       |
| Чемпіонат Чехословаччини |                  |      |            |
| Золото                   | «Дукла» (Їглава) | 1    | 1982       |
| Срібло                   | ВСЖ (Кошиці)     | 1    | 1985       |

### Особисті
| Нагороди                          | Кіл. | Роки                 |
| --------------------------------- | ---- | -------------------- |
| Золота ключка                     | 1    | 1983                 |
| Найкращий бомбардир ліги          | 2    | 1980 (67), 1983 (68) |
| Найкращий снайпер ліги            | 2    | 1980 (43), 1983 (49) |
| Член зали слави словацького хокею | -    | 2004                 |
| Член зали слави чеського хокею    | -    | 2010                 |